# 俄斯特拉发大学
俄斯特拉发大学 (捷克语：Ostravská univerzita)是一所位于捷克共和国摩拉维亚-西里西亚州俄斯特拉发的公立大学，成立于1991年，是俄斯特拉发最年轻的公立大学，包括六个学院。

## 历史沿革
俄斯特拉发大学成立于1991年9月28日。大学可以追溯到1953年，当时在附近的奥帕瓦开设了一所培养教师的师范学院（今奥帕瓦西里西亚大学）。1959年，该地区的所有教师培训都被精简为一个机构——俄斯特拉发教育学院。1966年，该学院获得大学地位，成为独立的教育学院，提供四年制学位课程。后来，其他学院、系和研究中心加入了俄斯特拉发大学，将重点从师范转移到科研。